# Tail Gunner (videojuego de 1979)
Tail Gunner es un videojuego arcade vectorial monocromático creado por Vectorbeam en 1979. La premisa del juego es que el jugador es el artillero de una gran nave espacial. La nave enemiga ataca la nave en grupos de tres, y el jugador debe apuntar un conjunto de puntos de mira y disparar a los enemigos antes de que se escapen más allá de los cañones del jugador. Debido al punto de vista representado del juego, en lugar de parecer volar hacia el campo de estrellas, las estrellas se mueven hacia el centro de la pantalla.
Además de derribar las naves enemigas, al jugador también se le da un uso limitado de un escudo que puede bloquear el paso de las naves. El juego termina cuando diez naves se deslizan más allá del cañón del jugador. El juego se vendió como Tail Gunner II en un gabinete con asiento y sus controles consistían en un solo joystick de metal con botón de disparo integrado.
La tarjeta de sonido de Tail Gunner era más complicada que cualquier juego de Cinematronics/Vectorbeam anterior. El gabinete utiliza el DAC del monitor para traducir la entrada del joystick, por lo que otros juegos no necesariamente pueden montarse en un gabinete Tail Gunner.